# Orgeln der Kathedrale Eger
Die Orgeln der Kathedrale St. Johannes und Michael sind historische Orgeln. Die Hauptorgel wurde 1864 von Ludwig Mooser gebaut und danach mehrmals erweitert. Mit 99 klingenden Registern auf fünf Manualen und Pedal ist sie eine der größten in Ungarn.

## Vorgeschichte
Laut einer Aufzeichnung hatte die damalige Kathedrale bereits 1275 eine Orgel, dies ist die erste glaubwürdige, schriftliche Erwähnung einer Orgel in Ungarn. Das Instrument (wahrscheinlich eine Blockwerk-Orgel) existierte bis Ende des 15. Jahrhunderts. Um die Jahrhundertwende, aber spätestens 1503 baute der Paulinermönch Bruder Georg ein Positiv, das 1506 durch Blitzeinschläge zerstört wurde. Dann kam eine Orgel von Jakab Neuhardt von Buda in die Kathedrale, sie wurde 1580, wegen der Angriffe der Türken nach Kassa (Košice) gebracht. Nachdem die Stadt Eger von der türkischen Herrschaft befreit wurde, hatte zuerst für ein paar Jahre die türkische Hauptmoschee, dann, von 1699 die Sankt Michael-Kirche die Funktion der Kathedrale erfüllt. In dieser Kirche wurde eine 12-stimmige Orgel aufgestellt, deren Erbauer und weiteres Schicksal unbekannt sind.
1717 wurde eine neue barocke Kathedrale fertiggestellt, in die ein unbekannter Meister eine 24-stimmige Barockorgel baute. Bald wurde eine noch größere und monumentalere, die heute stehende Kathedrale gebaut. Dort wurde aus finanziellen Gründen vorübergehend die Orgel der vorherigen Kathedrale aufgestellt. Mit dem Bau einer neuen Orgel 1857 wurde einer der Schöpfer der Orgel der Esztergomer Basilika, Ludwig Mooser beauftragt.

## Hauptorgel

### Geschichte
Die Hauptorgel wurde 1864 von Ludwig Mooser (Lajos Mooser) fertiggestellt.
Am 20. August 1864, dem Fest des hl. Stephanus I., segnete sie der Erzbischof. Die Zeremonie wurde, dirigiert von Ferenc Zsasskovszky, im Ritus benedicendi novum organum zelebriert. Auf der  Orgel spielte der Hauptorganist Endre Zsasskovszky seine eigene Komposition, außerdem Variationen der Melodie Ach, wo sind die schimmernden Sterne der Ungarn? (Ah, hol vagy, magyarok tündöklő csillaga?)
Parallel zu den Bauarbeiten der Hauptorgel setzte Mooser das alte barocke Orgelgehäuse in die Minoritenkirche um und installierte in dieses ein neues, 17-stimmiges Werk.
Offiziell übergeben wurde die Orgel erst am 20. November 1864, wie die Zeitschrift Eger an diesem Tag berichtete: „Orgelübergabe und -prüfung: Die neue Großorgel der Kirche wird vom Organisten Mooser Lajos heute um 10 Uhr morgens endgültig übergeben und von Experten überprüft“. Ein paar Seiten weiter ist in derselben Zeitung zu lesen: „Salzburger Orgelbaumeister und Ehrenbürger von Eger lädt jene, denen er selbst, oder denen seine Angestellten etwas schulden, sollen im Lyzeum erscheinen [und ihre Ansprüche geltend machen], weil er sein Geschäft schließen und abreisen wird.“
Für den täglichen Gebrauch hatte Mooser einen separaten Spieltisch mit zwölf Registern gebaut, mit dem Register des II. Manuals und des Pedals der Großorgel angespielt wurden. Die Orgel hatte insgesamt 53 Register auf drei Manualen und Pedal.
| I. Manualwerk C–   |        |
| Principal          | 16′    |
| Gamba Major        | 16′    |
| Octav              | 8′     |
| Coppel             | 8′     |
| Ripienflöt         | 8′     |
| Quintatön          | 8′     |
| Quint Major        | 5 1⁄3′ |
| Superoctav         | 4′     |
| Waldflöte          | 4′     |
| Födött             | 4′     |
| Quint              | 2 ⁄3′  |
| Piccolo            | 2′     |
| Cornett III        |        |
| Rauschwerk X       |        |
| Cimbel III         |        |
| Trompet            | 8′+8′  |
| Cello con Hautboit | 8′     |

| II. Manual C–  |       |
| Quintatön      | 16′   |
| Praestant      | 8′    |
| Coppel         | 8′    |
| Salicional     | 8′    |
| Viola di Gamba | 8′    |
| Octava         | 4′    |
| Flute d’Amour  | 4′    |
| Hohlflöte      | 4′    |
| Angusta        | 4′    |
| Quint          | 2 ⁄3′ |
| Flageolett     | 2′    |
| Acuta V        |       |

| III. Manual C–  |    |
| Bourdon         | 8′ |
| Nachthorn       | 8′ |
| Gemshorn        | 8′ |
| Octava          | 4′ |
| Flauto Traverso | 4′ |
| Viola           | 4′ |
| Dolce           | 4′ |
| Flauto          | 4′ |
| Flautino        | 2′ |
| Eoline          | 8′ |

| Pedal C–      |         |
| Infrabass     | 32′     |
| Principalbass | 16′     |
| Subbass       | 16′     |
| Violonbass    | 16′     |
| Bourdon       | 16′     |
| Quint Major   | 10 2⁄3′ |
| Octavbass     | 8′      |
| Flötenbass    | 8′      |
| Bourdon       | 8′      |
| Compensum     | 8′+8′   |
| Posaun        | 32′     |
| Bombardon     | 16′     |
| Trompet       | 8′      |

Die Orgel war schwer zu spielen, der Spieltisch war fehlerhaft. Mooser plante selbst noch Verbesserungen, die er aber selbst nicht mehr verwirklichen konnte. Nach seinem Tod 1882 wurde Franz Rieger mit Reparaturen beauftragt, er konnte das Problem auch nicht zufriedenstellend lösen.
1912 führte die Firma Angster umfangreiche Umbauten durch. Die Registertraktur wurde pneumatisch umgebaut und die Anzahl der Register auf 60 erhöht. Bei weiteren Umbauten 1964 wurde diese auf 95 (100) erweitert, der Spieltisch wurde elektrifiziert. Die Firma Váradi und Sohn restaurierte die Orgel 2001.

### Aktuelle Disposition
Die Orgel hat jetzt 99 (104) Register auf fünf Manualen und Pedal.
| Pedalwerk | I. POSITIVWERK | II. HAUPTWERK | III. SCHWELLWERK | IV. SCHWELLPOSITIVWERK                                               | V. BOMBARDWERK |
| --- | --- | --- | --- | -------------------------------------------------------------------- | -------------- |
| 1. Prinzipalbass 32' 2. Resultantbass 64' 3. Kontrabass 16' 4. Violonbass 16' 5. Subbass 16' 6. Echobass 16' 7. Sesquialtera 1o 2⁄3'+6 3⁄5' 8. Offenbass 8' 9. Rohrgedackt 8' 10. Nachthorn 8' 11. Rohrnasat 5 1⁄3' 12. Choralflöte 4' 13. Horn 4' 14. Lokatio 4 x 3 1⁄5' 15. Dolkan 2' 16. Rauschbass 4 x 2' 17. Sourdon 32' 18. Bombard 32' 19. Bombard 16' 20. Tuba 8' 21. Clarion 4' 22. Singend Cornett 2' | 23. Nachthorngedackt 8' 24. Flöte 8' 25. Quintadena 8' 26. Salicional 8' 27. Oktave 4' 28. Rohrflöte 4' 29. Quint 2 ⁄3' 30. Prinzipal 2' 31. Flöte 2' 32. Terz 1 3⁄5' 33. Larigot 1 ⁄3' 34. Octave 1' 35. Mixtur 4-6 x 1' 36. Quint Zimbel 3 x 1⁄4' 37. Sourdon 16' 38. Krummhorn 8' 39. Regal 4' | 40. Grosspraestant 16' 41. Grossgedackt 16' 42. Prinzipal 8' 43. Gemshorn 8' 44. Doppelflöte 8' 45. Cornett 3-5 x 8' 46. Octave 4' 47. Blockflöte 4' 48. Prinzipalquint 2 ⁄3' 49. Superoctave 2' 50. Mixtur 5 x 2' 51. Zimbel 4 x 1' 52. Fagott 16' 53. Trompete 8' 54. Clarion 4' 55. Quintadena 16' 56. Flötenprinzipal 8' 57. Schweizerflöte 8' 58. Koppelflöte 8' 59. Violon 8' 60. Eolharfe 8' + 8' 61. Ital.Prinzipal 4' 62. Traversflöte 4' 63. Violflöte 4' 64. Nasat 2 ⁄3' 65. Cornett 9 x 2 ⁄3' 66. Hohlflöte 2' 67. Nachthorn 2' 68. Blockterz 1 3⁄5' 69. Larigot 1 3⁄5' 70. Septime 1 ⁄7' 71. Weitflöte 1' 72. Glockenpfeife 1⁄2' 73. Mixtur 5 x 2' 74. Terz Zimbel 3 x 1⁄6' 75. Musette 16' 76. Trompet harm. 8' 77. Oboe 8' 78. Vox humana 8' 79. Clarion 4' | 80. Lieblichgedackt 16' 81. Violprinzipal 8' 82. Doppelgedackt 8' 83. Rohrflöte 8' 84. Viola di gamba 8' 85. Gemshorn 4' 86. Schweizerpfeife 4' 87. Gemsquinte 2 ⁄3' 88. Sesquialtera 2 ⁄3' + 1 3⁄5' 89. Waldflöte 2' 90. Mixtur 4 x 1 ⁄3' 91. Zimbel 3 x 1⁄2' 92. Rankett 16' 93. Horn 8' 94. Clarinett 8' 95. Schalmei 4' | 96. Bombard 16' 97. Bombard 8' 98. Bombard 4' 99. Cornett 5 x 5 1⁄5' |                |
| Glocken P+I P+II P+III P+IV P+V P+II sup. P+III sup. | Tremolo Nachtigal Zimbelstern I+III I+IV I+V I+Ill sup. I+Il disc. | Glocken II+I II+III II+IV II+V II+III sub. II+III sup. II+II sup. II+V sup. II+I disc. | Glocken Tremolo III+IV III+V III+III sub. III+III sup. | Glocken Tremolo IV+V                                                 | V+V sup.       |

Anmerkungen
1. ↑  Prinzipal 32' + Großquint 21 1⁄3'

## Chororgel
Im Jahre 1838 baute Mátyás Rudassy, nach Lajos Moosers Plänen, eine sechsstimmige, einmanualige, pedallose Kleinorgel für den Chor des Sanctuariums. Diese Chororgel wurde 1881 von der Firma Rieger erneuert. Im Jahr 1910 baute die Orgelfabrik Angster eine neue Chororgel (zwei Manuale und Pedal, 10 Register), während das Mooser/Rudassy-Instrument von Orgelbauer István Cseh in der Kirche von Egerbakta verbracht wurde.